# 9-я гвардейская пушечная артиллерийская бригада
9-я гвардейская пушечная артиллерийская Свирская орденов Суворова и Кутузова бригада — воинское соединение вооружённых сил СССР в Великой Отечественной войне.

## История
Бригада образована 7 марта 1943 при преобразовании в гвардейскую 12-й пушечной артиллерийской бригады.
В составе действующей армии с 07.03.1943 по 09.05.1945 года.
С момента формирования обороняла рубеж по левому берегу Северского Донца на участке Волчанск, Чугуев, в июле 1943 года передана в состав 7-й артиллерийской дивизии, в её составе воевала до окончания боевых действий.
- О боевом пути бригады смотри статью 7-я артиллерийская дивизия

## Состав бригады
- 215-й гвардейский пушечный артиллерийский полк
- 216-й гвардейский пушечный артиллерийский полк

## Подчинение
| Дата            | Фронт (округ)        | Армия                 | Корпус | Дивизия                                | Примечания                  |
| --------------- | -------------------- | --------------------- | ------ | -------------------------------------- | --------------------------- |
| 01.04.1943 года | Юго-Западный фронт   | 3-я танковая армия    | -      | 3-я гвардейская артиллерийская дивизия | -                           |
| 01.05.1943 года | Юго-Западный фронт   | 57-я армия            | -      | 3-я гвардейская артиллерийская дивизия | передана в подчинение армии |
| 01.06.1943 года | Юго-Западный фронт   | 57-я армия            | -      | 3-я гвардейская артиллерийская дивизия | передана в подчинение армии |
| 01.07.1943 года | Юго-Западный фронт   | 57-я армия            | -      | -                                      | -                           |
| 01.08.1943 года | Юго-Западный фронт   | 6-я армия             | -      | 7-я артиллерийская дивизия             | -                           |
| 01.09.1943 года | Юго-Западный фронт   | -                     | -      | 7-я артиллерийская дивизия             | -                           |
| 01.10.1943 года | Юго-Западный фронт   | -                     | -      | 7-я артиллерийская дивизия             | -                           |
| 01.11.1943 года | 4-й Украинский фронт | 3-я гвардейская армия | -      | 7-я артиллерийская дивизия             | -                           |
| 01.12.1943 года | 4-й Украинский фронт | 3-я гвардейская армия | -      | 7-я артиллерийская дивизия             | -                           |
| 01.01.1944 года | 4-й Украинский фронт | 3-я гвардейская армия | -      | 7-я артиллерийская дивизия             | -                           |
| 01.02.1944 года | 4-й Украинский фронт | 3-я гвардейская армия | -      | 7-я артиллерийская дивизия             | -                           |
| 01.03.1944 года | 3-й Украинский фронт | -                     | -      | 7-я артиллерийская дивизия             | -                           |
| 01.04.1944 года | 3-й Украинский фронт | -                     | -      | 7-я артиллерийская дивизия             | -                           |
| 01.05.1944 года | 3-й Украинский фронт | -                     | -      | 7-я артиллерийская дивизия             | -                           |
| 01.06.1944 года | 3-й Украинский фронт | 5-я ударная армия     | -      | 7-я артиллерийская дивизия             | -                           |
| 01.07.1944 года | Карельский фронт     | 7-я армия             | -      | 7-я артиллерийская дивизия             | -                           |
| 01.08.1944 года | Карельский фронт     | 7-я армия             | -      | 7-я артиллерийская дивизия             | -                           |
| 01.09.1944 года | 3-й Украинский фронт | -                     | -      | 7-я артиллерийская дивизия             | -                           |
| 01.10.1944 года | 2-й Украинский фронт | 46-я армия            | -      | 7-я артиллерийская дивизия             | -                           |
| 01.11.1944 года | 2-й Украинский фронт | 46-я армия            | -      | 7-я артиллерийская дивизия             | -                           |
| 01.12.1944 года | 2-й Украинский фронт | 46-я армия            | -      | 7-я артиллерийская дивизия             | -                           |
| 01.01.1945 года | 3-й Украинский фронт | -                     | -      | 7-я артиллерийская дивизия             | -                           |
| 01.02.1945 года | 3-й Украинский фронт | -                     | -      | 7-я артиллерийская дивизия             | -                           |
| 01.03.1945 года | 3-й Украинский фронт | -                     | -      | 7-я артиллерийская дивизия             | -                           |
| 01.04.1945 года | 3-й Украинский фронт | -                     | -      | 7-я артиллерийская дивизия             | -                           |
| 01.05.1945 года | 3-й Украинский фронт | -                     | -      | 7-я артиллерийская дивизия             | -                           |

## Командиры
- Печенкин Фёдор Фёдорович, полковник - на 14.10.1943 года
- Тарасенко Юрий Павлович, полковник - на 14.02.1945 года

## Награды и наименования
| Награда (наименование)           | Дата                                                                 | За что получена |
| -------------------------------- | -------------------------------------------------------------------- | --- |
| Орден Суворова II степени        | Указ Президиума Верховного Совета СССР от 5 апреля 1945 года         | За образцовое выполнение заданий командования в боях с немецкими захватчиками при овладении городом Будапешт и проявленные при этом доблесть и мужество.                                    |
| Орден Кутузова II степени        | Указ Президиума Верховного Совета СССР от 26 апреля 1945 года        | За образцовое выполнение заданий командования в боях с немецкими захватчиками при овладении городами Секешфехервар, Мор, Зирез, Веспрем, Эньинг и проявленные при этом доблесть и мужество. |
| Почётное наименование «Свирская» | Приказ Верховного Главнокомандующего СССР № 0174 от 2 июля 1944 года | за участие в Свирско-Петрозаводской операции. |

## Интересные факты
- С марта 1945 года в этой бригаде в звании старшего лейтенанта служил Илья Шатров, композитор, автор известного вальса "На сопках Маньчжурии"